# Damaliscus lunatus topi
Il topi della costa (Damaliscus lunatus topi Blaine, 1914) è una sottospecie di damalisco comune originaria delle pianure alluvionali di Kenya e Somalia.

## Descrizione

### Dimensioni
Misura 200 cm di lunghezza ed ha un'altezza al garrese di 100-130 cm; la coda misura 43 cm. Pesa 110-130 kg. Le corna possono raggiungere i 72 cm di lunghezza.

### Aspetto
Il topi della costa, la più piccola delle sei sottospecie di damalisco comune, presenta una colorazione simile a quella del topi del Serengeti, ma rispetto a quest'ultimo ha il manto più scuro e maggiormente sfumato con toni malva, facendosi più chiaro sull'addome. I quarti posteriori e la coda sono di colore più chiaro; quest'ultima termina con un ciuffo di peli neri simile ad una spazzola. Come gli altri damalischi, presenta un ispessimento, simile ad una gobba, in corrispondenza delle scapole e ha il dorso decisamente inclinato. La macchia sul muso è di colore grigio-nerastro con una sfumatura rossastra e peli bianchi sparsi qua e là. Le corna, presenti in entrambi i sessi, sono sottili, si incurvano all'indietro solo leggermente e sono più lunghe rispetto a quelle del topi del Serengeti.
La femmina è simile al maschio, ma ha corna molto più corte e meno fortemente anellate. Il dimorfismo sessuale è maggiore che nel topi del Serengeti.

## Distribuzione e habitat
Il topi della costa occupa un areale relativamente limitato, compreso tra lo Uebi Scebeli (in Somalia) a nord e Malindi (in Kenya) a sud e separato da quello delle altre sottospecie. Una piccola popolazione è presente anche nel parco nazionale dello Tsavo Est; gli antenati di questi esemplari si sono spinti nell'entroterra probabilmente risalendo il corso del fiume Galana e i numerosi specchi d'acqua artificiali della regione. L'attuale situazione della sottospecie in Somalia non è conosciuta, ma in passato essa era presente nel settore meridionale del Paese, nelle pianure alluvionali che si sviluppano lungo il corso inferiore dello Uebi Scebeli e del Giuba.

## Biologia
I maschi vivono raggruppati in lek territoriali, mentre le femmine e i giovani vivono in branchi di 200-300 esemplari, talvolta anche di 1000, che si spostano intorno al lek accompagnati da centinaia di maschi scapoli.
Si nutre quasi esclusivamente di erba, tralasciando quella troppo corta, e mangia solo di rado piante erbacee. Non abbiamo molte informazioni riguardo al comportamento di questa sottospecie, ma probabilmente esso non si discosta da quello del topi del Serengeti. Sembra uscire allo scoperto all'alba per andare a pascolare, ritirandosi poi nella steppa arbustiva per sfuggire al calore di metà giornata e facendo poi ritorno all'aperto verso il crepuscolo.
Diversamente dal topi del Serengeti, sembra che il topi della costa non abbia una stagione degli amori limitata, ma possa riprodursi in qualsiasi periodo dell'anno. Dopo un periodo di gestazione di 225-240 giorni, la femmina dà alla luce un unico piccolo, che viene svezzato all'età di 4 mesi. La maturità sessuale viene raggiunta a 1,5-2 anni dalle femmine e a 3-4 anni dai maschi. La speranza di vita è di 14 anni. Tra i suoi predatori figurano il leone, il leopardo, il ghepardo e il licaone.

## Conservazione
Questa sottospecie, attualmente considerata «in pericolo» (Endangered) dalla IUCN, ha subito un drammatico declino nel corso degli ultimi anni. Nel 1999 la popolazione complessiva veniva ancora valutata in 100.000 esemplari, ma un censimento effettuato in Kenya nel 2013 ha indicato la presenza di appena 5190 capi. La situazione in Somalia è sconosciuta, ma la maggior parte degli esemplari qui presenti vive all'esterno delle aree protette. Tra le minacce principali vi sono la caccia e la competizione per il pascolo con il bestiame domestico, in costante aumento.